# Jewish Supernumerary Police

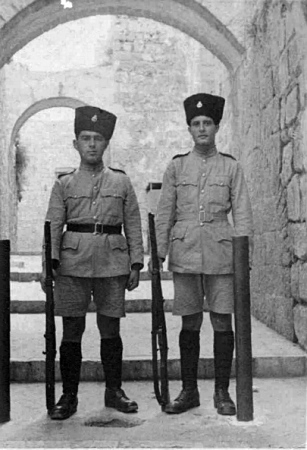
Membres de la Police surnuméraire juive, 1937.

La Jewish Supernumerary Police (ou « Police surnuméraire juive » ; en hébreu Shotrim Musafim) était une branche du Notrim (« gardes »), une force de maintien de l'ordre constituée de policiers juifs mise sur pied par les Britanniques en 1936 à la suite de la Grande Révolte arabe en Palestine mandataire.
Ce sont près de 22 000 hommes qui furent armés et entraînés par les Britanniques avec pour mission principale d'assurer la protection des colonies juives. La Jewish Supernumerary Police, qui passa graduellement de 6 000 à 14 000 hommes, était une force fixe tandis que son pendant, la Jewish Settlement Police, avait une vocation plus mobile. L'une et l'autre constituèrent le noyau de la Haganah (« Défense »), la force paramilitaire juive.